# 八幡神社 (深谷市上野台)
八幡神社（はちまんじんじゃ）は、埼玉県深谷市上野台にある神社。旧社格は郷社。

## 祭神
- 品陀和気命

## 歴史
境内にある由緒書によると、当社は天文19年（1550年）に、岡谷清英が石清水八幡宮を榛沢郡萱場村に勧請したのが始まりという。
天正18年（1590年）の豊臣秀吉の小田原征伐による深谷上杉氏の滅亡と共に衰退したが、その後、正徳年間（1711年～1716年）に当地に社地が寄進され、移転した。明治年間に上野台地区内の神社を合祀した。
平成2年に社殿改築工事を行ったが、この時は本殿修復は行わなかった。その後、平成28年に本殿の修復工事を行った。

## 現地情報
所在地
- 埼玉県深谷市上野台3168

交通アクセス
- 最寄駅：JR高崎線深谷駅下車後、徒歩約12分

## ギャラリー

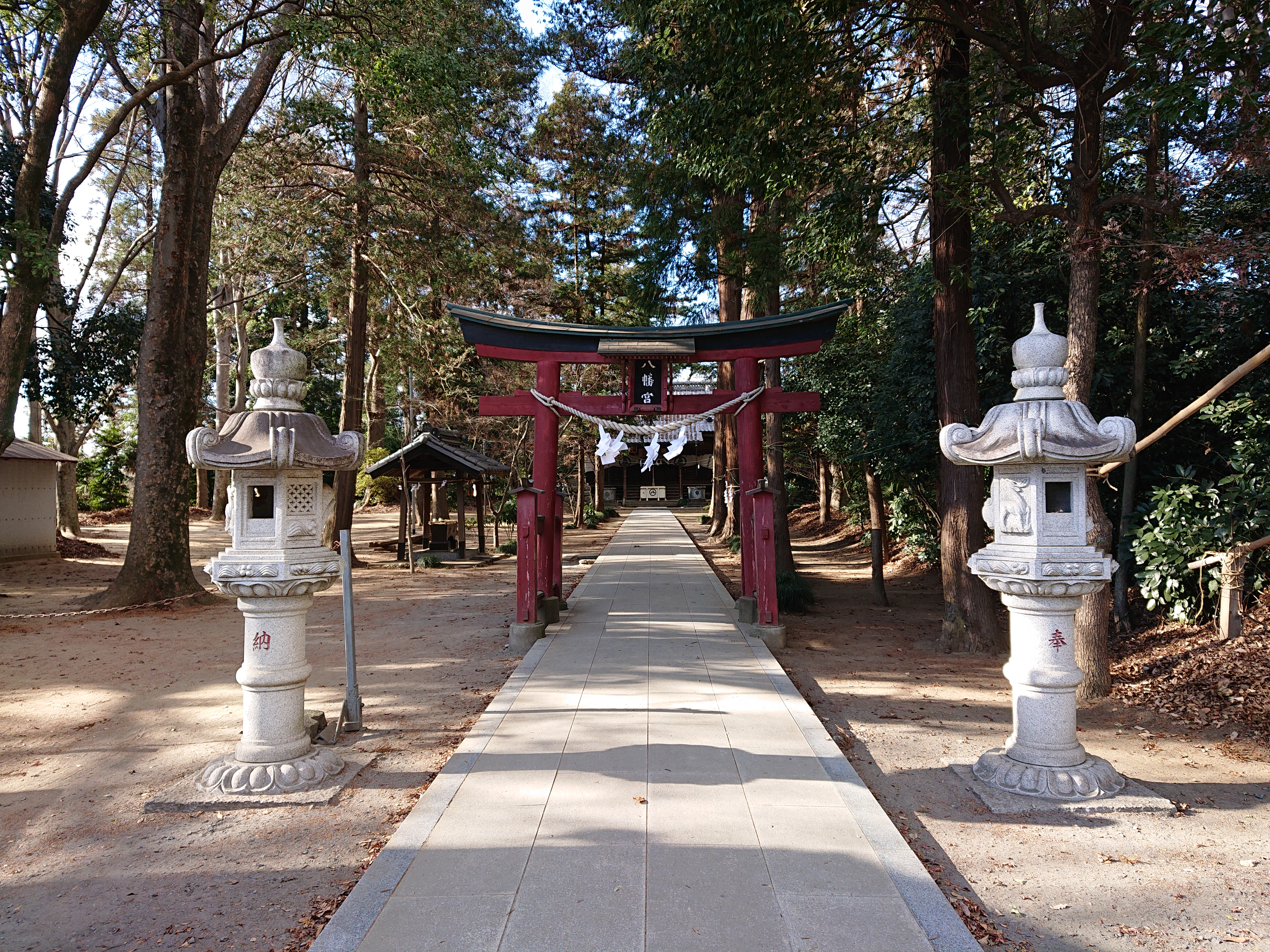
参道
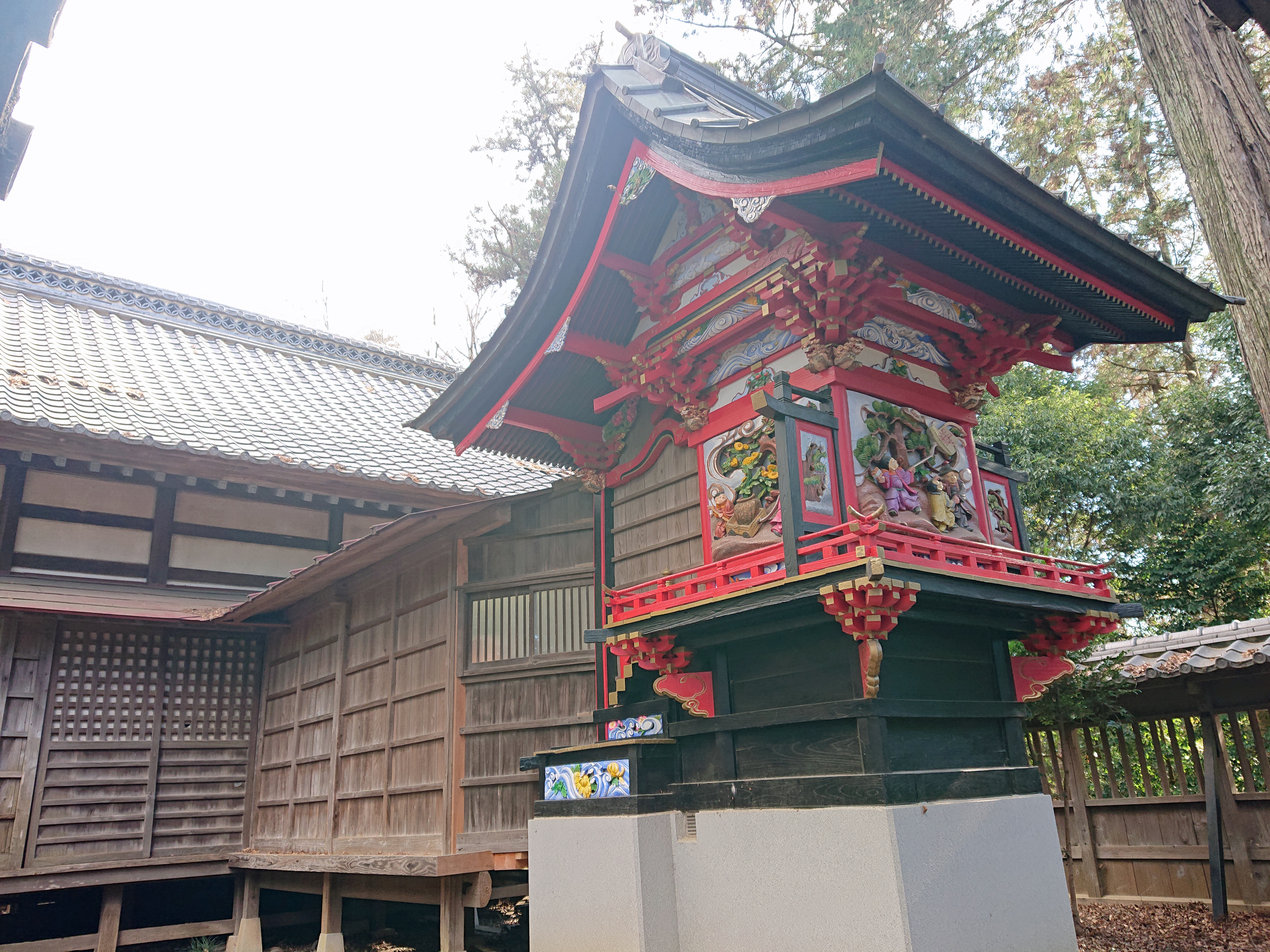
平成28年に修復された本殿